# 32527 Junko
32527 Junko è un asteroide della fascia principale. Scoperto nel 2001, presenta un'orbita caratterizzata da un semiasse maggiore pari a 2,7849865 au e da un'eccentricità di 0,0812888, inclinata di 4,02415° rispetto all'eclittica.
Fa parte della famiglia di asteroidi Hoffmeister.